# مرکز اعتبارسنجی
مراکز اعتبارسنجی، سازمان‌های گردآورنده داده‌ها با هدف ارائه خدمات اعتبارسنجی هستند. از آنجایی که مرکز اعتبارسنجی یک نهاد استراتژیک است در بسیاری از کشورها یا مالکیت این مرکز صرفاً با بانک مرکزی است یا به‌طور دقیق توسط بانک مرکزی آن کشور (یا سازمان مشابه) نظارت می‌شود. در امریکا، مرکز اعتبارسنجی در واقع یک سازمان گزارش دهنده به مصرف‌کنندگان است در حالی که در بریتانیا، مرجع اعتبار، در استرالیا یک ارگان گزارش دهی و در هند یک شرکت اطلاعات اعتباری است. در همه این موارد، مرکز اعتبارسنجی داده‌ها را از منابع مختلف گردآوری کرده و اطلاعات اعتباری در حوزه مصرف‌کننده را با کارکردهای متنوع در قالب گزارش‌های مشخص ارائه می‌دهد.

## توضیحات
در فعالیت‌های مالی همواره سود بیشتر همراه با ریسک بیشتر است. در چنین شرایطی پرتفوی اعتباری با نگاهی همزمان به دو مؤلفه سود و ریسک چیده می‌شود که علاوه بر پذیرش ریسک معقول، فرایند اعطای تسهیلات با سودآوری مناسب همراه باشد. طراحی چنین پرتفویی مستلزم ایجاد موازنه میان توان ریسک پذیری و سود انتظاری است. در چنین شرایطی سامانه اعتبارسنجی مشتریان برای ایجاد چنین توازنی بین ریسک و سود، ضروری است و عدم وجود چنین سامانه‌ای بی شک به وجود و شکل‌گیری یک پرتفوی اعتباری کارآمد و بهینه که تأمین کننده منافع مالی موسسات باشد، لطمه وارد خواهد نمود.
یک آژانس گزارش دهی به مصرف‌کنندگان، سازمانی است که اطلاعات اعتباری در حوزه افراد مصرف‌کننده مانند سابقه بازپرداخت تسهیلات، پرداخت قبوض و چک‌های صادره از آنها را ارائه می‌دهد. اطلاعات اعتباری مانند عملکرد فرد در بازپرداخت وام‌های قبلی یک ابزار قدرتمند برای پیش‌بینی رفتار آینده او است. اطلاعات اعتباری نظیر این، اثر اطلاعات نامتقارن بین وام گیرندگان و وام دهندگان را کاهش می‌دهند مشکلات کژگزینی و کژمنشی اخلاقی را به حداقل می‌رساند. گاهی مرکز اعتبارسنجی با آژانس رتبه‌بندی اعتباری اشتباه گرفته می‌شود در حالی که این دو سازمان، ماموریت‌های متفاوتی دارند.

## بریتانیا
در بریتانیا سه سازمان مرجع اعتبار وجود دارد که عبارتند از:
1. اکسپریان
2. اکوئیفاکس
3. Callcredit

## ایالات متحده
در ایالات متحده، مرکز اعتبارسنجی رسمی کشور FCRA (که گاهی CRA نیز خوانده می‌شود) نام دارد. در ایالات متحده هشت مرکز اعتبارسنجی وجود دارد که عبارتند از:
1. Cortera
2. Dun & Bradstreet
3. Experian Business
4. Equifax Small Business Financial Exchange (SBFE)
5. PayNet
6. Southeastern Association of Credit Management (SACM)
7. Equifax
8. TransUnion

## ایران
شرکت اعتبارسنجی ایران (نام سابق: شرکت مشاوره رتبه بندی اعتباری ایران) تنها سازمان ملی دارای مجوز گزارش‌دهی مصرف‌کننده است که خدمات اطلاعات اعتباری را به اعضای مربوطه در ایران ارائه می‌دهد. اعتبارسنجی ایران یک شرکت سهامی خاص است که در سال 1385 توسط کلیه بانک‌های ایرانی (بانک‌های خصوصی و دولتی) و سایر موسسات مالی مانند شرکت‌های لیزینگ و بیمه که در جمهوری اسلامی ایران در چارچوب قانون بانکداری جاری و مقررات صادره از سوی وزارت امور اقتصادی و دارایی و بانک مرکزی ایران فعالیت می‌کنند، تأسیس شد.
هدف اصلی اعتبارسنجی ایران کمک به ارائه دهندگان اعتبار برای تصمیم‌گیری‌های بهبود یافته در زمینه وام‌دهی به سرعت و به طور عینی‌تر است. برای دستیابی به این هدف، اعتبارسنجی ایران قصد دارد اطلاعات مربوط به اعتبار را در بین اعضای شرکت‌کننده جمع‌آوری کند تا مشخصات ریسک کامل‌تری از مشتری (اشخاص حقیقی، اشخاص حقوقی غیرشرکتی، اشخاص حقوقی یا هر نهاد دیگر) را در اختیار ارائه دهندگان اعتبار قرار دهد.
اعتبارسنجی ایران تمایل دارد اطلاعات مربوط به اعتبار را در بین اعضای شرکت‌کننده جمع‌آوری کند تا نمایه ریسک کامل‌تری از مشتری را در اختیار ارائه‌دهندگان اعتبار قرار دهد. اعضای شرکت‌کننده اطلاعات مربوط به اعتبار را به CRA افشا می‌کنند و از آن اطلاعات دریافت می‌کنند تا اعتبار مشتریان فعلی و بالقوه خود را ارزیابی کنند، که این امر قابلیت‌های ارزیابی ریسک ارائه‌دهندگان اعتبار را برای تعیین اینکه آیا مشتری احتمالاً بازپرداخت خواهد کرد یا خیر، افزایش می‌دهد.

## هند
در کشور هند شرکت CIBIL توسط دولت و بانک مرکزی هند تأسیس شده‌است که با هدف ایجاد ثبات و ارتقا عملکرد سیستم مالی کشور، وظیفه اعتبارسنجی را بر عهده دارد.

## پاکستان
نرم‌افزار ECIB برای پایش گزارش‌های اعتبارسنجی در کشور پاکستان است. بانک مرکزی پاکستان بر این نرم‌افزار نظارت می‌کند و تمام موسسات مالی باید از این نرم‌افزار استفاده کنند و اطلاعات وام گیرندگان را به صورت آنلاین اضافه کنند.

## عربستان سعودی
در کشور عربستان سعودی، مرکز اعتبارسنجی سعودی (SIMAH) به صورت انحصاری به اعتبارسنجی مصرف‌کننده‌ها و شرکت‌های تجاری می‌پردازد. این مرکز تحت حمایت آژانس پولی عربستان سعودی (SAMA) فعالیت می‌کند.

## مراکز اعتبارسنجی در کشورهای مختلف
| کشور                | مراکز اعتبارسنجی                                                 |
| ------------------- | ---------------------------------------------------------------- |
| آرژانتین            | Nosis Credit Bureau, Veraz Equifax, Riskma Solutions             |
| آفریقای جنوبی       | Compuscan, Experian, TransUnion                                  |
| آلمان               | Creditreform, Bürgel, SCHUFA, Boniversum                         |
| ارمنستان            | Armenian Credit Reporting Agency (ACRA)                          |
| استرالیا            | CreditorWatch, Veda Advantage, Dun & Bradstreet, Experian        |
| ایسلند              | Creditinfo                                                       |
| اوکراین             | Creditinfo                                                       |
| اکوادور             | Equifax, Acredita                                                |
| اوگاندا             | Compuscan                                                        |
| السالوادور          | TransUnion                                                       |
| امارات متحده عربی   | Al Etihad Credit Bureau                                          |
| ایالات متحده آمریکا | Experian, FICO, Equifax, TransUnion, Innovis, PRBC               |
| ایران               | شرکت اعتبارسنجی ایران                                            |
| برزیل               | Boa Vista Serviços, Serasa Experian                              |
| بریتانیا            | Experian, Equifax, Callcredit                                    |
| بنین                | Creditinfo                                                       |
| بوتسوانا            | Compuscan                                                        |
| تانزانیا            | Creditinfo,Dun & Bradstreet                                      |
| توگو                | Creditinfo                                                       |
| پاکستان             | eCIB                                                             |
| پرو                 | Equifax, Xchange Peru                                            |
| جامائیکا            | Credit Information Services Ltd, Creditinfo                      |
| جمهوری ایرلند       | Creditinfo                                                       |
| جمهوری دومینیکن     | Data-Crédito, TransUnion                                         |
| رواندا              | Compuscan                                                        |
| رومانی              | Creditinfo                                                       |
| ساحل عاج            | Creditinfo                                                       |
| سنگاپور             | DP Information Group, Experian                                   |
| سنگال               | Creditinfo                                                       |
| شیلی                | Dicom Equifax, TransUnion, Siisa, Sinacofi                       |
| عربستان سعودی       | SIMAH Saudi Credit Bureau                                        |
| فیلیپین             | CIBI Information, Inc.                                           |
| قزاقستان            | Creditinfo                                                       |
| کاستاریکا           | TransUnion                                                       |
| کانادا              | Equifax Canada, TransUnion Canada                                |
| کره جنوبی           | National Information & Credit Evaluation                         |
| کلمبیا              | Cifin                                                            |
| کنیا                | Creditinfo                                                       |
| کیپ ورد             | Creditinfo                                                       |
| گرجستان             | Creditinfo                                                       |
| گواتمالا            | TransUnion                                                       |
| گویان               | Creditinfo                                                       |
| لتونی               | Creditinfo                                                       |
| لهستان              | Polish Credit Bureau "BIK"                                       |
| لیتوانی             | Creditinfo                                                       |
| مالت                | Creditinfo                                                       |
| مالزی               | CTOS Data Systems                                                |
| مالی                | Creditinfo                                                       |
| مراکش               | Creditinfo                                                       |
| مکزیک               | Equifax, TransUnion                                              |
| نامیبیا             | Compuscan                                                        |
| نیجر                | Creditinfo                                                       |
| نیجریه              | XDS Credit Bureau                                                |
| نیکاراگوئه          | TransUnion                                                       |
| نیوزیلند            | Veda Advantage, Dun & Bradstreet, Centrix                        |
| هندوراس             | TransUnion                                                       |
| هنگ کنگ             | TransUnion                                                       |
| هند                 | High Mark Credit Information Services, CIBIL, Experian & Equifax |